# Puntius assimilis
Puntius assimilis är en fiskart som först beskrevs av Jerdon, 1849.  Puntius assimilis ingår i släktet Puntius och familjen karpfiskar. IUCN kategoriserar arten globalt som sårbar. Inga underarter finns listade i Catalogue of Life.